# Värmdö
Värmdö es una isla en la región más interna del archipiélago de Estocolmo y abarca un territorio de 180 km², haciendo de ella la isla más grande en el archipiélago. Värmdö es después de Gotland y Öland la tercera isla por tamaño de la costa oriental de Suecia. La ciudad más grande y el centro administrativo de Värmdö, es Gustavsberg.
Värmdö está en la provincia de Estocolmo. La mayor parte de ella forma parte del municipio de Värmdö junto con otras islas, pero el extremo occidental es parte del municipio de Nacka, que queda en su mayor parte en la tierra principal, al que está conectada por un puente de carretera. 

## Localidades en Värmdö
- Gustavsberg (11.333 hab.)
- Hemmesta (5.240 hab.)
- Skeppdalsström (1.572 hab.)
- Stavsnäs (810 hab.)
- Djurö (967 hab.)
- Brunn (950 hab.)
- Evlinge (559 hab.)
- Långvik (559 hab.)
- Torsby (477 hab.)

## Personas famosos de Värmdö
- Pernilla Wahlgren